# Polyrhachis rhea
Polyrhachis rhea é uma espécie de formiga do gênero Polyrhachis, pertencente à subfamília Formicinae.